# دیانا گالویان
دیانا روبرتی گالویان (ارمنی: Դիանա Ռոբերտի Գալոյան؛ انگلیسی: Diana Galoyan؛ زادهٔ ۴ ژانویهٔ ۱۹۸۰) اقتصاددان، و استاد اهل ارمنستان است. سمت ریاست دانشگاه دولتی اقتصاد ارمنستان را برعهده داشت.

## زندگی‌نامه
وی در ۴ ژانویهٔ ۱۹۸۰ در ایروان به دنیا آمد و از دانشگاه دولتی اقتصاد ارمنستان فارغ‌التحصیل گشت. 